# Nagroda Satelita
Nagroda Satelita lub Złoty Satelita (ang. Satellite Awards) − nagroda filmowa przyznawana na wzór Złotych Globów przez Międzynarodową Akademię Prasy od 1996 roku. Nagrody przyznawane są za produkcje kinowe jak i telewizyjne, przyznaje się również specjalne nagrody okolicznościowe.
Statuetka przedstawia kobietę umieszczoną na cokole trzymającą w wyciągniętych ku górze rękach satelitę.

## Ceremonie
- 1. ceremonia wręczenia Satelitów (1996)
- 2. ceremonia wręczenia Satelitów (1997)
- 3. ceremonia wręczenia Satelitów (1998)
- 4. ceremonia wręczenia Satelitów (1999)
- 5. ceremonia wręczenia Satelitów (2000)
- 6. ceremonia wręczenia Satelitów (2001)
- 7. ceremonia wręczenia Satelitów (2002)
- 8. ceremonia wręczenia Satelitów (2003)
- 9. ceremonia wręczenia Satelitów (2004)
- 10. ceremonia wręczenia Satelitów (2005)
- 11. ceremonia wręczenia Satelitów (2006)
- 12. ceremonia wręczenia Satelitów (2007)
- 13. ceremonia wręczenia Satelitów (2008)
- 14. ceremonia wręczenia Satelitów (2009)
- 15. ceremonia wręczenia Satelitów (2010)
- 16. ceremonia wręczenia Satelitów (2011)
- 17. ceremonia wręczenia Satelitów (2012)
- 18. ceremonia wręczenia Satelitów (2013)
- 19. ceremonia wręczenia Satelitów (2014)
- 20. ceremonia wręczenia Satelitów (2015)
- 21. ceremonia wręczenia Satelitów (2016)
- 22. ceremonia wręczenia Satelitów (2017)
- 23. ceremonia wręczenia Satelitów (2018)
- 24. ceremonia wręczenia Satelitów (2019)

## Kategorie nagród

### Filmowe
- Najlepszy aktor w filmie dramatycznym
- Najlepszy aktor w filmie komediowym lub musicalu
- Najlepsza aktorka w filmie dramatycznym
- Najlepsza aktorka w filmie komediowym lub musicalu
- Najlepszy film animowany lub produkcja wykorzystująca live-action
- Najlepsza scenografia
- Najlepsza obsada filmowa (przyznawana od 2004)
- Najlepsze zdjęcia
- Najlepsze kostiumy
- Najlepszy reżyser
- Najlepszy film dokumentalny
- Najlepszy montaż
- Najlepszy film dramatyczny
- Najlepszy film komediowy lub musical
- Najlepszy film obcojęzyczny
- Najlepsza muzyka
- Najlepsza piosenka
- Najlepszy scenariusz adaptowany
- Najlepszy scenariusz oryginalny
- Najlepszy dźwięk (przyznawany od 1999)
- Najlepszy aktor drugoplanowy (przyznawany od 2005)
- Najlepszy aktor drugoplanowy w filmie komediowym lub musicalu (przyznawane w latach 1996–2004)
- Najlepszy aktor drugoplanowy w filmie dramatycznym (przyznawane w latach 1996–2004)
- Najlepsza aktorka drugoplanowa (przyznawany od 2005)
- Najlepsza aktorka drugoplanowa w filmie dramatycznym (przyznawane w latach 1996–2004)
- Najlepsza aktorka drugoplanowa w filmie komediowym lub musicalu (przyznawane w latach 1996–2004)
- Najlepsze efekty specjalne

### Telewizyjne
- Najlepszy aktor w serialu dramatycznym
- Najlepszy aktor w serialu komediowym
- Najlepszy aktor w miniserialu lub filmie telewizyjnym
- Najlepsza aktorka w serialu dramatycznym
- Najlepsza aktorka w serialu komediowym
- Najlepsza aktorka w miniserialu lub filmie telewizyjnym
- Najlepsza obsada serialowa (przyznawana od 2005)
- Najlepszy serial dramatyczny
- Najlepszy serial komediowy
- Najlepszy miniserial lub film telewizyjny (przyznawany w latach 1996–1998)
- Najlepszy miniserial (przyznawany od 1999)
- Najlepszy film telewizyjny (przyznawany od 1999)
- Najlepszy aktor drugoplanowy w serialu, miniserialu lub filmie telewizyjnym (przyznawany od 2001)
- Najlepsza aktorka drugoplanowa w serialu, miniserialu lub filmie telewizyjnym (przyznawany od 2001)